# Галанський Анатолій Олександрович
Анатолій Олександрович Галанський (15 лютого 1951 — 28 лютого 1995) — спортсмен (мотоспорт), тренер. Майстер спорту міжнародного класу.

## Біографія
Народився 15 лютого 1951 року в Донецькій області. 

Могила Анатолія Галанського

Жив у Києві. Помер 28 лютого 1995 року. Похований на Міському кладовищі «Берківцях» (ділянка № 76).

## Спортивні досягнення
Багаторазовий чемпіон СРСР, України та Збройних Сил по шосейно-кільцевих перегонах. Переможець Кубка Дружби соціалістичних країн (1984, 1986), 2-й призер Кубка Дружби соціалістичних країн (1985), 3-й призер Кубка Дружби соціалістичних країн (1987).